# El despertar (telenovela de 1966)
El despertar fue una telenovela mexicana escrita por Carlos Lozano Dana y producida por Ernesto Alonso en el año 1966 para la cadena Telesistema Mexicano. Protagonizada por María Rivas y Guillermo Murray, con Chela Castro y Enrique Rambal como los villanos.

## Elenco
- María Rivas .... Nora
- Guillermo Murray .... Freddy
- Chela Castro
- Enrique Rambal
- Prudencia Grifell .... Doña Remedios
- Susana Freyre ... Lucía
- Héctor Andremar .... Horacio
- Fanny Schiller .... Lola
- Adriana Roel .... Katia
- Carlos Fernández